# College Het Loo
College Het Loo was een school voor mavo, havo, atheneum en gymnasium in de Nederlandse stad Voorburg en viel onder scholengroep Spinoza. 

## Geschiedenis
Door een fusie met het Huygenslyceum is College Het Loo na 2011 opgehouden te bestaan en overgegaan in Gymnasium Novum.
Op haar beurt was College Het Loo de opvolger van de Christelijke Scholengemeenschap Voorburg 't Loo die beschikte één schoolgebouw aan de Rijnlandlaan 1 te Voorburg en gedurende enige jaren een dependance had aan de Abraham Douglaslaan te Voorburg. Na de grootschalige vernieuwing van het gebouw Rijnlandlaan - er werd een compleet nieuw schoolgebouw tegen de oude gevel "aangeplakt"  - werd de dependance overbodig. 
In 1973 was de rector dhr. Voogd en kende de school als conrectoren o.a. dhr. Schneider, dhr.  Werdekker, dhr. Eppink en mw. Van der Tas.
De Christelijke Scholengemeenschap was tot begin jaren '90 van de 20e eeuw een school voor zowel MAVO, HAVO als VWO, daarna alleen nog voor HAVO en VWO. Begin Jaren '90 zaten ca. 450 leerlingen op deze middelbare school en dat aantal daalde met het afstoten van de MAVO. 